# Діксі Дін
Діксі Дін (англ. Dixie Dean, * 22 січня 1907, Беркенгед — † 1 березня 1980, Ліверпуль) — англійський футболіст, нападник.
Насамперед відомий виступами за клуб «Евертон», а також за національну збірну Англії.
Дворазовий чемпіон Англії. Володар Кубка Англії. Дворазовий володар Суперкубка Англії з футболу. Входить до списку «100 легенд Футбольної ліги».

## Клубна кар'єра
У дорослому футболі дебютував у 1923 році виступами за команду клубу «Транмер Роверз», в якій провів два сезони, взявши участь у 29 матчах чемпіонату.
Своєю грою за цю команду привернув увагу представників тренерського штабу клубу «Евертон», до складу якого приєднався в 1925 році. Відіграв за клуб з Ліверпуля наступні дванадцять сезонів своєї ігрової кар'єри. Більшість часу, проведеного у складі «Евертона», був основним гравцем атакувальної ланки команди. У складі «Евертона» був одним з головних бомбардирів команди, маючи середню результативність на рівні 0,87 голу за гру в першості. За цей час двічі виборював титул чемпіона Англії, ставав володарем Кубка Англії.
Протягом 1938—1939 років захищав кольори команди клубу «Ноттс Каунті».
Завершив професійну ігрову кар'єру у клубі «Слайго Роверс», за команду якого виступав протягом 1939—1941 років.

## Виступи за збірну
У 1927 році дебютував в офіційних матчах у складі національної збірної Англії. Протягом кар'єри у національній команді, яка тривала 6 років, провів у формі головної команди країни 16 матчів, забивши 18 голів.

## Титули і досягнення
- Чемпіон Англії (2):

«Евертон»: 1927–28, 1931–32
- Володар Кубка Англії (1):

«Евертон»: 1932–33
- Володар Суперкубка Англії з футболу (2):

«Евертон»: 1928, 1932